# Hubert Locher (Kunsthistoriker)

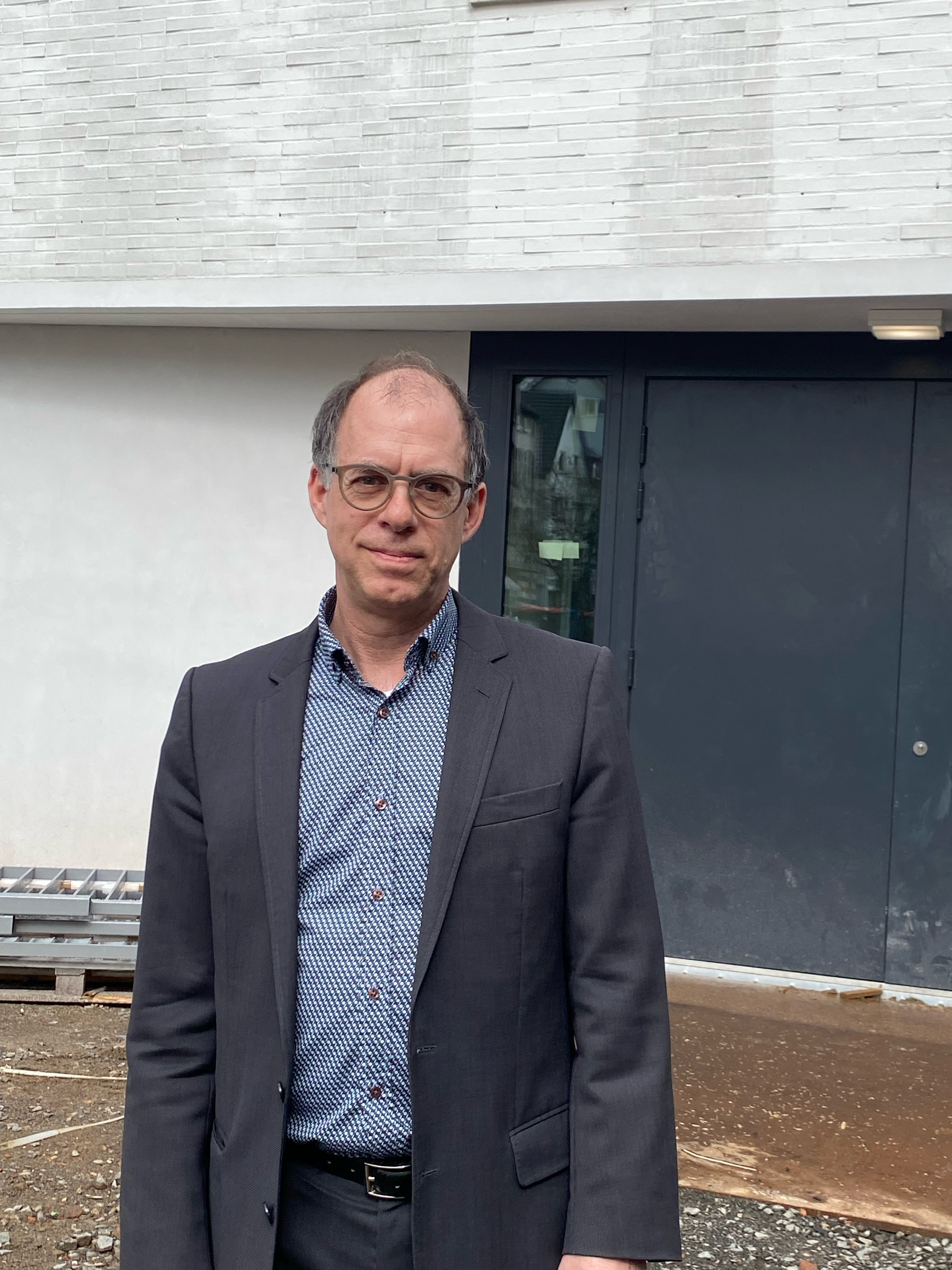
Hubert Locher vor dem Rohbau des „Deutschen Dokumentationszentrum für Kunstgeschichte – Bildarchiv Foto Marburg“ (2023)

Hubert Locher (* 11. Mai 1963 in Walenstadt, Kanton St. Gallen) ist ein schweizerischer Kunsthistoriker. Seit 2008 ist er Professor für Geschichte und Theorie der Bildmedien an der Philipps-Universität Marburg und Direktor am Deutschen Dokumentationszentrums für Kunstgeschichte – Bildarchiv Foto Marburg.

## Leben und Wirken
Locher studierte von 1982 bis 1987 Kunstgeschichte und Germanistik an den Universitäten Fribourg, Berlin (FU) und Stuttgart. 1992 wurde er in Bern bei Oskar Bätschmann promoviert und habilitierte sich 1999 ebendort. 1991 war er Redaktor am Schweizerischen Institut für Kunstwissenschaft (SIK-ISEA), von 1992 bis 1995 Oberassistent am Institut für Geschichte und Theorie der Architektur (gta) der ETH Zürich. Von 1995 bis 1998 war Locher Stipendiat des Schweizerischen Nationalfonds zur Förderung der wissenschaftlichen Forschung (SNF). Nach Lehrvertretung an der Universität Bern lehrte er von 1999 bis 2008 an der Staatlichen Akademie der Bildenden Künste Stuttgart.
Seine Hauptarbeitsgebiete sind Kunstliteratur und -theorie der Neuzeit und Moderne, Geschichte der Kunstgeschichte, Wort-Bild-Relationen seit der frühen Neuzeit, Rezeptionsästhetik und -geschichte, Museums- und Ausstellungsgeschichte, Geschichte der Fotografie und des digitalen Bildes.
2019 wurde er zum Mitglied der Academia Europaea gewählt.

## Veröffentlichungen (Auswahl)

### Monographien
- Raffael und das Altarbild der Renaissance. Die Pala Baglioni als Kunstwerk im sakralen Kontext (= Acta humaniora). Akademieverlag Berlin, Berlin 1994, ISBN 3-05-002411-9 (Zugl.: Bern, Univ., Diss., 1992).
- Domenico Ghirlandaio. Heiliger Hieronymus. Malerkonkurrenz und Gelehrtenstreit. Fischer Taschenbuch Verlag, Frankfurt a. M. 1999, ISBN 3-596-13377-7.
- Kunstgeschichte als historische Theorie der Kunst 1750–1950. Fink, Paderborn/München 2001, ISBN 3-7705-3521-9; 2., korrigierte und um ein Nachwort ergänzte Auflage, München 2010, ISBN 978-3-7705-5083-8.
- Deutsche Malerei im 19. Jahrhunderts. Wissenschaftliche Buchgesellschaft und Primus Verlag, Darmstadt 2005, ISBN 3-534-16296-X.
- Kunstgeschichte im 20. Jahrhundert. Eine kritische Anthologie (= Quellen zur Theorie und Geschichte der Kunstgeschichte). Wissenschaftliche Buchgesellschaft, Darmstadt 2007, ISBN 978-3-534-17486-7.
- Kunsttheorie. Von der Antike bis zur Gegenwart, C.H. Beck Verlag, München 2023, ISBN 978-3-406-80011-5.

### Herausgeberschaften
- (zus. mit Kurt W. Forster): Theorie der Praxis. Leon Battista Alberti als Theoretiker der bildenden Künste. Akademieverlag, Berlin 1999, ISBN 3-05-002990-0.
- (zus. mit Hans Dieter Huber, Karin Schulte): Die Kunst des Ausstellens. Strategien der Präsentation im 21. Jahrhundert. Hatje Cantz, Ostfildern-Ruit 2002, ISBN 3-7757-1205-4.
- (zus. mit Beat Wyss, Bärbel Küster, Angela Zieger): Museen als Medien. Medien in Museen. Perspektiven der Museologie. Verlag Dr. Müller-Straten, München 2005, ISBN 3-932704-78-9.
- (zus. mit Peter J. Schneemann): Grammatik der Kunstgeschichte. Festschrift zum 65. Geburtstag von Oskar Bätschmann. SIK Zürich (Herausgebendes Organ). Edition Imorde, Emsdetten/Berlin 2008, ISBN 978-3-9809436-7-3.
- Jacob Burckhardt: Die Kultur der Renaissance in Italien. 12. Auflage. Mit einem Vorwort von Hubert Locher. Kröner, Stuttgart 2009, ISBN 978-3-520-05312-1.
- (zus. mit Matthew Rampley, Thierry Lenain, Andrea Pinotti, Charlotte Schoell-Glass, Kitty Zijlmans): Art History and Visual Studies in Europe. Transnational Discourses and National Frameworks. Brill, Leiden/Boston 2012, ISBN 978-90-04-21877-2.
- (zus. mit Adriana Markantonatos): Reinhart Koselleck und die politische Ikonologie. Deutscher Kunstverlag, München 2013, ISBN 978-3-422-07161-2.
- (zus. mit Rolf Sachsse). Architektur Fotografie. Darstellung – Verwendung – Gestaltung. Deutscher Kunstverlag, München 2016, ISBN 978-3-422-07301-2.
- (zus. mit Ulrich Schütte, Klaus Niehr, Jochen Sander, Xenia Stolzenburg): Mittelalterliche Retabel in Hessen, 2 Bde., in Kooperation mit dem Deutschen Verein für Kunstwissenschaft, Petersberg 2019, ISBN 978-3-7319-0197-6.
- (zus. mit Maria Männig): Lehrmedien der Kunstgeschichte. Geschichte und Perspektiven kunsthistorischer Medienpraxis, Reihe: Transformationen des Visuellen, Bd. 5, Deutscher Kunstverlag, Berlin und München 2022. ISBN 978-3-422-98625-1.
- (zus. mit Elisabeth Heymer, Stephanie Marchal, Melanie Sachs-Resch, Beate Söntgen) Judgment Practices in the Artistic Field, Reihe: Praktiken der Kritik, Bd. 3, Edition Metzel, Berlin 2023. ISBN 978-3-88960-209-1.

### Zeitschriften (Hrsg.)
- (zus. mit Ingo Herklotz): Marburger Jahrbuch für Kunstwissenschaft. 2008 ff.
- (zus. mit Nils Büttner, Hubertus Kohle, Tanja Michalsky, Christoph Wagner): Kunstgeschichte. Open peer reviewed journal. Universitätsbibliothek Regensburg, Institut für Kunstgeschichte Regensburg; Institut für Kunstgeschichte, Ludwig-Maximilians-Universität München 2009 ff., ISSN 1868-0542.
- (zus. mit Christian Bracht): Rundbrief Fotografie. Analoge und digitale Bildmedien in Archiven und Sammlungen.  Hrsg.: Deutsches Dokumentationszentrum für Kunstgeschichte – Bildarchiv Foto Marburg in Zusammenarbeit mit dem Museumsverband Baden-Württemberg e. V., der Sektion Geschichte und Archive der Deutschen Gesellschaft für Photographie e. V. (DGPh) und dem Sächsischen Museumsbund e. V. Seidel, Stuttgart 2014 ff., ISSN 0945-0327.